# Baugeräteführer

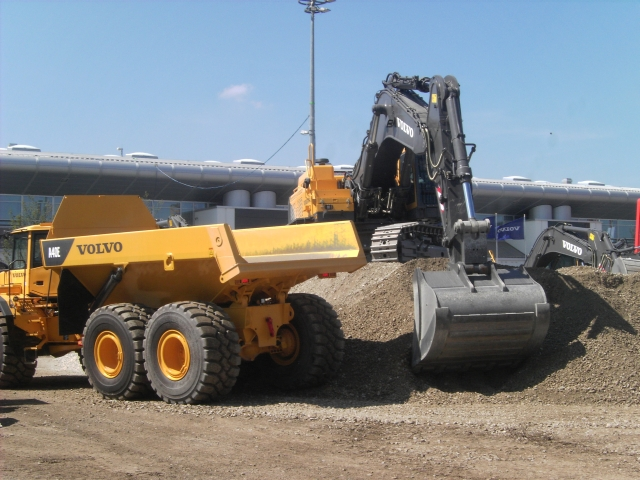
Baustelle mit Baugeräten

Baugeräteführer ist ein deutscher Ausbildungsberuf nach dem Berufsbildungsgesetz.

## Berufsbild
Der Baugeräteführer bedient Baugeräte wie Kräne, Planierraupen, Betonpumpen und Bagger und transportiert bzw. führt Baugeräte im öffentlichen Straßenverkehr wie auch im Schienenverkehr. Sowohl Bauunternehmen als auch Baufahrzeughersteller bilden Baugeräteführer aus.
Wie in allen Bauberufen ist die Beschäftigung für Baugeräteführer im Winter geringer als im Sommer, da auch der Einsatz vieler Baugeräte von der Witterung abhängig ist.
Früher üblich, heute weniger verbreitet ist die sogenannte „Schmierstunde“. Sie war (und ist zum Teil heute noch) fester Bestandteil des Arbeitstages eines Baugeräteführers. In dieser Schmierstunde prüft der Baugeräteführer die Funktion aller wesentlichen Teile an der Maschine und führt kleinere Wartungsarbeiten selbständig aus.
Noch bis 1994 war dieser Beruf per gesetzlicher Regelung ausschließlich Männern vorbehalten.

## Ausbildung
Die Ausbildungsdauer zum Baugeräteführer beträgt in Deutschland 3 Jahre. Die Vergütung liegt im Osten und im Westen für das erste Ausbildungsjahr bei 1.080 Euro, im zweiten Lehrjahr im Osten bei 1.200 Euro und im Westen bei 1.300 Euro und im dritten und letzten Ausbildungsjahr im Osten bei 1.550 Euro und im Westen bei 1.650 Euro.

## Aufgaben und Einsatzgebiete
Neben dem Transport und der Bedienung von schweren Baugeräten, zählen auch das Absichern von Baustellen und Anfertigen von Arbeitsskizzen zum Aufgabenbereich eines Baugeräteführers. Typische Einsatzgebiete sind der Hoch-, Tief-, Straßen-, Garten- und Landschaftsbau.